# إيلي إيفانز
إيلي ايفانز أو ليندزي إيفانز غايل, (بالإنجليزية: Elle Evans), (ولدت في 9 ديسمبر 1989)، هي عارضة أزياء وممثلة أمريكية، تَعيشُ وتَعملُ في لوس انجلوس كاليفورنيا. أبرز ظهور لها كان مع روبن ثيكي وفاريل ويليامز في الفيديو الموسيقي "Blurred Lines"  كما تعد واحدة من أشهر وجوه شركة المستحضرات التجميلية NYX.

## حياتها المُبكرة
ولدت ايفانز في باريس، تكساس ونشأت في لويزيانا. تخرجت عام 2008 من مدرسة ثانوية في نورثوود وأكملت دراستها الجامعية في جامعة نورث وسترن حيثُ تخصصت في الصحافة الإذاعية بعد انتهائها من الفصل الدراسي الأول قررت السفر عبر العالم ومن ثم الذهاب إلى لوس انجلوس لتصبح عارضة أزياء.
حملت إيفانز أيضاً لقب ملكة جمال مُراهقات ولاية لويزيانا لعام 2008.

## روابط خارجية
- إيلي إيفانز على موقع IMDb (الإنجليزية)
- إيلي إيفانز على موقع قاعدة بيانات الفيلم (الإنجليزية)